# Zakłady Przemysłu Dziewiarskiego „Luxpol”
Zakłady Przemysłu Dziewiarskiego „Luxpol” (Z.P.Dz. „Luxpol”) – polskie przedsiębiorstwo z siedzibą w Stargardzie, działające w latach 1971–2006. Przedsiębiorstwo zajmowało się dystrybucją bielizny i odzieży lekkiej w handlu detalicznym. W latach 1993–2006 funkcjonowało jako spółka akcyjna.

## Historia

### Zarządzenia, powstanie, funkcjonowanie
W 1967 Komisja Planowania przy Radzie Ministrów wydała decyzję nr 456 z dnia 4 stycznia 1967 o lokalizacji ogólnej Zakładu Przemysłu Dziewiarskiego. 28 września 1967 ukazało się zarządzenie Nr 35/0/67 Ministra Przemysłu Lekkiego w sprawie utworzenia przedsiębiorstwa państwowego Zakłady Przemysłu Dziewiarskiego „Luxpol” w Stargardzie Szczecińskim przy ulicy Bohaterów Stalingradu 18 (od 1989 Pierwszej Brygady).
8 listopada 1968 odbyła się uroczystość wmurowania kamienia węgielnego, nastąpił akt erekcyjny. W tym samym roku powstał, wraz z pierwszymi pracami budowlanymi, Ośrodek Szkolenia Zawodowego (był wydzierżawiony dla ZPDz. „Luxpol” przez Prezydium Miejskiej Rady Narodowej w pomieszczeniach w Parku Kopernika, jego pierwszy oddział był przy ulicy Śląskiej 6 i był wydzierżawiony od Powiatowej Spółdzielni Pracy Usług Wielobranżowych oraz drugi oddział przy ulicy Warszawskiej 17 wydzierżawiony przez MZBM). W 1973 uruchomione zostało Wieczorowe Technikum Włókiennicze na podbudowie Zasadniczej Szkoły Dziewiarskiej dla pracowników zakładu, która w 1984 została włączona do Zespołu Szkół Zawodowych nr 1, gdzie uczyli się przyszli pracownicy. Poza obiektami produkcyjnymi (budynek nr 1 i 2 oraz budynek konfecji) wybudowano budynki typu kotłownia i hydrofornia oraz budynki socjalne, w tym: żłobek, przedszkole, budynki mieszkalne, ośrodek wypoczynkowy, stołówkę i przychodnię lekarską. Nastąpił proces wyposażenia w maszyny dziewiarskie i szwalnicze, które sprowadzono z Niemiec, Włoch, Japonii i Francji.
W 1969 zafunkcjonowała w zakładzie sekcja siatkówki kobiet, która została przekazana z LKS „Pomorze”. W 1971 nastąpiło oddanie przedsiębiorstwa do eksploatacji. ZPDz „Luxpol” podlegało Ministrowi Przemysłu Lekkiego, który nadzór ten prowadził poprzez Zjednoczenie Przemysłu Dziewiarskiego i Pończoszniczego „Tricot” w Łodzi. 30 października 1971 rozpoczęła się produkcja, gdzie przędzę poliamidową pozyskaną z Zakładów Włókien Sztucznych „Stilon” w Gorzowie Wielkopolskim, przetwarzano na gotowe wyroby dziewiarskie przy zastosowaniu technologii maszyn osnowowych. W 1974 zatrudnionych było w przedsiębiorstwie ogółem 3 tysiące osób. Klientem stargardzkiej firmy, oprócz zagranicznego rynku, był Adidas Polska sp. z o.o. W 1975 ZPDz. „Luxpol” objęły patronatem Miejski Dom Kultury.

### Przekształcenia, powstanie spółki akcyjnej
1 stycznia 1976 nastąpiło połączenie ZPDz. „Luxpol” w Stargardzie Szczecińskim z Zakładem Przemysłu Dziewiarskiego „Rega” w Świdwinie, który specjalizował się w produkcji odzieży dziecięcej z anilany. Stan taki przetrwał do połowy 1991, kiedy to zakład ze Świdwina ponownie uzyskał samodzielność organizacyjną. W sierpniu 1980 rozpoczął w ZPDz. „Luxpol” działalność Niezależny Samorządny Związek Zawodowy „Solidarność”, który organizowała między innymi Jadwiga Siedlecka-Siwuda. W listopadzie 1989 ZPDz. „Luxpol” i Gminna Spółdzielnia „Samopomoc Chłopska” w Suchaniu przystąpiły do tworzenia spółki z o.o., której zadaniem było prowadzenie działalności gospodarczej polegającej na konfekcjonowaniu wyrobów dziewiarskich. Spółka rozpoczęła działalność 15 stycznia 1990 i przetrwała niecały rok. 20 listopada 1990 zgromadzenie wspólników uchwaliło jej likwidację.
W latach 90. XX wieku w związku z reformą gospodarki ZPDz. „Luxpol” przechodził różne przekształcenia, zakłady pozbywały się infrastruktury socjalnej. 19 lipca 1993 minister przekształceń własnościowych aktem notarialnym przekształcił Zakład Przemysłu Dziewiarskiego „Luxpol” w jednoosobową spółkę skarbu państwa z nazwą Zakłady Przemysłu Dziewiarskiego „Luxpol” S.A. W dniu 1 września 1993 postanowieniem Sądu Rejonowego w Stargardzie Szczecińskim, zakład został wpisany do rejestru handlowego w dziale 8 pod numerem 3420. 1 stycznia 1994 uruchomiono nowy wydział produkcyjny Luxpol – „Nowy Styl”, a od 1 stycznia 1995 rozpoczął działalność kolejny wydział „Lady Lux”. W lipcu 1995 ZPDz. „Luxpol” S.A. zostały spółką akcyjną z funduszem inwestycyjnym typu zamkniętego, założonej przez skarb państwa, działający na podstawie ustawy o NFI. W 1995 było zatrudnionych 1500 osób, w przeważającej ilości kobiety. Większość asortymentu dziewiarskiego trafiało na rynki zagraniczne. W drugiej połowie lat dziewięćdziesiątych sytuacja finansowa stargardzkiej spółki uległa wyraźnemu pogorszeniu. Nastąpiło ograniczenie kontaktów z krajami WNP spowodowane wejściem w życie ustawy o cudzoziemcach. Głównymi odbiorcami dzianin i ubiorów sportowych z „Luxpolu” byli handlowcy, m.in. z Rosji, którzy zaczęli nabywać asortyment na przygranicznych bazarach. Wpływały także inne czynniki na sytuację finansową spółki, którymi były: wprowadzenie nowych regulacji celnych doprowadziło do zahamowania przywozu do Polski tzw. zleceń przerobowych, poza tym strajk generalny w Danii całkowicie zablokował przywóz do Polski półproduktów do przerobu od największych kontrahentów „Luxpolu”, tj. firm z Danii, Szwecji i Holandii. Spowodowało to szereg przestojów produkcyjnych oraz znaczne straty finansowe. Czynnikiem, który bardzo destrukcyjnie wpłynął na sytuacje firmy były zmiany w kursach walut, powodujące gwałtowne pogorszenie relacji wymiennych głównych walut dla eksporterów. Oznaczało to dla „Luxpolu” drastyczne ograniczenie rynków zbytu, spadek dochodów, znaczne ograniczenie produkcji i niewykorzystanie mocy przerobowych. Nastąpił proces redukcji zatrudnienia oraz pozbywania się całej infrastruktury socjalnej spółki. W 1995 w byłym budynku ZPDz. „Luxpol”, gdzie był między innymi Zakładowy Klub Kultury, stołówka – zafunkcjonował po modernizacji budynku – Urząd Skarbowy, który został przeniesiony z ulicy Skarbowej.

### Likwidacja spółki
1 stycznia 1998 zrezygnował ze współpracy największy i najbardziej stabilny klient Adidas Polska sp. z o.o. (przestały wpływać zamówienia do ZPDz. „Luxpol” S.A.). Nastąpiły zwolnienia grupowe. Pomieszczenia produkcyjne i biurowe zostały wydzierżawione lub sprzedane spółkom.
W 1998 zarząd ZPDz „Luxpol” S.A., w związku z sytuacją finansową, podjął kroki zmierzające do otwarcia sądowego postępowania układowego. Ostatecznie, po negocjacji z bankami i innymi wierzycielami, 4 grudnia 1998 zarząd ZPDz. „Luxpol” S.A. podjął uchwałę nr 75/98 o złożeniu wniosku o upadłość spółki, by uniknąć nie kontrolowanej egzekucji wierzytelności przez trzy banki, którym spółka (portfelowa VII narodowy fundusz inwestycyjny) winna była ok. 8,5 mln zł. Zakład utracił zdolność konkurencji. Spółka była dodatkowo zadłużona na ok. 12,5 mln zł. wobec 80 wierzycieli. Wydział Gospodarczy Sądu Rejonowego w Szczecinie wydał postanowienie o otwarciu sądowego postępowania układowego ZPDz „Luxpol” S.A. w Stargardzie Szczecińskim z wierzycielami. W połowie grudnia 1998 Sąd Rejonowy w Szczecinie, XVII Wydział Gospodarczy KRS ogłosił upadłość Zakładów Przemysłu Dziewiarskiego „Luxpol” S.A. 15 grudnia 1998 został ustanowiony syndyk masy upadłościowej. 25 października 2006 Zakłady Przemysłu Dziewiarskiego „Luxpol” S.A. zostały skreślone z rejestru przedsiębiorstw i zakończyły swoją działalność.

## Struktura organizacyjna, profil działalności

### Ogólna struktura zakładu z 1973
Zakłady Przemysłu Dziewiarskiego „Luxpol” miały w 1973 strukturę:
- dyrektor, kolegium dyrekcji
  - zastępcy dyrektora
    - administracja
    - szef produkcji
    - specjaliści
      - działy

    - sekcja socjalno-bytowa (Przedszkole przyzakładowe o 6 oddziałach i łącznej liczbie 180 miejsc), żłobek przyzakładowy 90 miejscami przy ulicy Partyzantów 5, Przemysłowa Przychodnia Zdrowia, w tym 8 gabinetów specjalistycznych, zakładowy dom kultury, w tym/: stołówka o przepustowości 1000 obiadów dziennie, biblioteka z czytelnią, ośrodek wypoczynkowy w Mrzeżynie, kompleks wypoczynkowy w Ińsku, branżowe sanatorium uzdrowiskowe w Mrzeżynie podległe Zjednoczeniu Przemysłu Dziewiarskiego i Pończoszniczego „Tricot” oraz ośrodek wczasowy tego zjednoczenia w Szczyrku
    - służba ochrony zakładu (straż przemysłowa)
    - kierownicy wydziałów, działów
    - kierownicy oddziałów sekcji
      - mistrzowie, sterownicze toku produkcji
      - wydziały, oddziały
      - laboratoria
      - magazyny
      - warsztat mechaniczny

### Schemat organizacji zakładu z 1988
Zakłady Przemysłu Dziewiarskiego „Luxpol” miały w 1988 strukturę:
- dyrektor, sekretariat
  - zastępcy
  - administracja
  - kierownicy wydziałów, oddziałów, brygadziści
    - wydziały
      - oddziały
      - magazyny, laboratoria

  - sekcja socjalno-bytowa
  - sekcja ochrony zakładu

### Schemat organizacji spółki z 1997
Zakłady Przemysłu Dziewiarskiego „Luxpol” S.A. miały w 1997 strukturę:
- Walne Zgromadzenie
- Rada Nadzorcza
- Zarząd, Prezes Zarządu-Dyrektor Generalny
  - członek zarządu, dyrektor ekonomiczno-finansowy
    - główny księgowy

  - członek zarządu, dyrektor techniki produkcji
    - główny specjalista ds. przygotowania produkcji

  - członek zarządu, dyrektor marketingu i sprzedaży
    - dział marketingu, sprzedaży krajowej, zaopatrzenia, sprzedaży eksportowej

  - administracja
    - kierownicy zakładów produkcji
      - zakłady produkcyjne

    - magazyny, laboratoria

### Profil działalności
Wielowydziałowe przedsiębiorstwo Zakłady Przemysłu Dziewiarskiego „Luxpol” z otrzymywanej przędzy poliamidowej z Zakładów Włókien Sztucznych „Stilon” w Gorzowie Wielkopolskim, przetwarzało na gotowe wyroby dziewiarskie przy zastosowaniu technologii maszyn osnowowych. Produkowano między innymi ubiory szkolne, bluzki damskie, ubiory z anilany dla dzieci. Zakład miał własne kolekcje ubrań sportowych, koszul męskich, ubranek dziecięcych, w tym szkolnych fartuszków. Zgodnie z założeniami projektowymi, ZPDz. „Luxpol” produkował także koszule męskie i bluzki damskie typu non-iron. Większość asortymentu dziewiarskiego trafiało na rynki zagraniczne, w tym Bliski Wschód (Egipt, Kuwejt, Arabia Saudyjska), gdzie wysyłane były welurowe podomki. Stroje sportowe, jak: dresy, koszulki i spodenki znajdowały zbyt w Niemczech, Holandii, Francji i Finlandii. Ekskluzywna konfekcja damska, dzianiny i ubiory sportowe zamawiana była przez państwa z WNP, szczególnie przez Rosjan i Litwinów. Na przełomie lat 80./90. wprowadzono do produkcji własne kolekcje ubrań sportowych, kostiumów damskich, koszul męskich i ubranek dziecięcych z anilany. Odbiorcą stargardzkiej firmy, oprócz zagranicznego rynku, był Adidas Polska sp. z o.o. Po przekształceniu zakładu w spółkę akcyjną powstały nowe wydziały „Nowy Styl” i „Lady Lux”. W latach 90. produkowano odzież damską, ubrania treningowe, koszulki i spodenki sportowe, podomki, fartuchy damskie, płaszcze kąpielowe, bieliznę nocną i dzienną, piżamy męskie oraz dziecięce. Wytwarzano blisko 500 modeli odzieży.

## Dyrektorzy
Po powstaniu ZPDz. „LUXPOL” od 1967 byli następujący dyrektorzy:
- Marian Gołden (1967-1986)
- Jadwiga Kaźmierczak – Kobylińska (1986-1992)
- Janisław Kosik (1992-1993)

## Prezesi
Po powstaniu spółki od 1993 byli następujący prezesi:
- Janisław Kosik (1993-1998)
- Jacek Wojciech Piętniewicz (1998-1998)
- Marek Wróblewski (1998-2006)

## Syndyk
- Remigiusz Władysław Frydrychowicz (1998-2006)[5]

## Ludzie związani z zakładem
- Barbara Gawdulska
- Jadwiga Siedlecka-Siwuda
- Kazimierz Nowicki
- Stanisław Kopeć
- Sławomir Preiss
- Zofia Ławrynowicz

## Przekształcenia
1. Zakład Przemysłu Dziewiarskiego „Luxpol” (1967/rozpoczęcie produkcji 1971) → Zakład Przemysłu Dziewiarskiego „Luxpol” w Stargardzie Szczecińskim/Zakład Przemysłu Dziewiarskiego „Rega” w Świdwinie (połączenie 1976-1991) ↘
2. Zakład Przemysłu Dziewiarskiego „Luxpol”/Gminna Spółdzielnia „Samopomoc Chłopska” w Suchaniu (spółka z o.o., 1989-1990) → Zakład Przemysłu Dziewiarskiego „Luxpol” (1990-1993) ↘
3. Zakład Przemysłu Dziewiarskiego „Luxpol” S.A. (jednoosobowa spółka akcyjna skarbu państwa 1993-2006) → ↘
- uruchomiono wydział produkcyjny Luxpol „Nowy Styl” (01.01.1994) → rozpoczął działalność kolejny wydział „Lady Lux” (01.01.1995) ↘

4. Zakład Przemysłu Dziewiarskiego „Luxpol” S.A. (proces likwidacyjny 1998-2006)